# Jan Koller
Jan Koller (phát âm tiếng Séc: [ˈjan ˈkolɛr]; sinh ngày 30 tháng 3 năm 1973) là một cựu cầu thủ bóng đá chuyên nghiệp người Séc thi đấu ở vị trí tiền đạo cắm. Anh nổi bật nhờ chiều cao, sức vóc mạnh mẽ và khả năng đánh đầu.
Anh bắt đầu sự nghiệp chơi bóng tại Sparta Prague, rồi chuyển qua Bỉ và trở thành vua phá lưới giải bóng đá vô địch quốc gia Bỉ trong màu áo Lokeren. Anh giành chức vô địch quốc gia hai lần với Anderlecht và danh hiệu Chiếc giày vàng bóng đá Bỉ. Năm 2001, anh gia nhập Borussia Dortmund và đoạt danh hiệu Bundesliga ngay ở mùa bóng đầu tiên, anh ghi được 73 bàn thắng sau 167 trận thi đấu chính thức trong suốt 5 mùa giải. Anh thường xuyên chuyển đi nhiều nơi ở giai đoạn cuối sự nghiệp với các điểm dừng chân ở Pháp, Đức và Nga.
Koller là chân sút ghi nhiều bàn thắng nhất mọi thời đại của đội tuyển quốc gia Cộng hòa Séc với 55 bàn thắng sau 91 trận ra sân trong suốt sự nghiệp kéo dài cả thập niên, bắt đầu từ năm 1999. Anh đã đại diện cho tuyển Séc thi đấu tại 3 kì giải vô địch bóng đá châu Âu và giải bóng đá vô địch thế giới 2006.

## Sự nghiệp cấp câu lạc bộ

### Đầu sự nghiệp
Koller bắt đầu tập luyện chơi bóng ở vị trí thủ môn, nhưng lại chuyển sang vị trí tiền đạo kể từ khi anh bắt đầu sự nghiệp chuyên nghiệp với câu lạc bộ Sparta Prague của Séc. Anh có trận ra mắt Sparta vào mùa xuân năm 1995 trong trận gặp Benešov, anh vào sân thay người khi trận đấu còn 20 phút. Năm 1996, Koller lọt vào mắt xanh của một đội bóng Bỉ và ký hợp đồng với câu lạc bộ Lokeren với mức phí ước tính là 102.000 euro.

### Anderlecht
Sau 3 năm thi đấu thành công, anh đã kết thúc ở vị thế là chân sút ghi nhiều bàn nhất tại giải bóng đá vô địch quốc gia Bỉ trong mùa giải cuối tại Lokeren, Koller được câu lạc bộ Anderlecht của Bỉ mời ký hợp đồng. Anh nhanh chóng xây dựng lối chơi bóng phối hợp ăn ý với tiền đạo người Canada Tomasz Radzinski, anh chơi xuất sắc trong mùa giải đầu tay và kiếm về cho anh dạng hiệu Chiếc giày vàng bóng đá Bỉ vào năm 2000. Cuối mùa giải, anh được câu lạc bộ Borussia Dortmund của Đức mua lại sau khi từ chối lời đề nghị hỏi mua từ một đội bóng Anh tên là Fulham.

## Thống kê sự nghiệp

### Câu lạc bộ
| Câu lạc bộ            | Mùa                | Giải                   | Giải    | Giải      | Cúp     | Cúp       | Cúp liên đoàn | Cúp liên đoàn | Liên lục địa | Liên lục địa | Tổng cộng | Tổng cộng | Chú thích |
| Câu lạc bộ            | Mùa                | Hạng đấu               | Số trận | Bàn thắng | Số trận | Bàn thắng | Số trận       | Bàn thắng     | Số trận      | Bàn thắng    | Số trận   | Bàn thắng | Chú thích |
| --------------------- | ------------------ | ---------------------- | ------- | --------- | ------- | --------- | ------------- | ------------- | ------------ | ------------ | --------- | --------- | --------- |
| Sparta Prague         | 1994–95            | Czech First League     | 6       | 1         | 0       | 0         | —             | —             | —            | —            | 6         | 1         |           |
| Sparta Prague         | 1995–96            | Czech First League     | 23      | 4         | 0       | 0         | —             | —             | 7            | 1            | 30        | 5         |           |
| Sparta Prague         | Tổng cộng          | Tổng cộng              | 29      | 5         | 0       | 0         | 0             | 0             | 7            | 1            | 36        | 6         | –         |
| Lokeren               | 1996–97            | Belgian First Division | 31      | 8         | —       | —         | —             | —             | —            | —            | 31        | 8         |           |
| Lokeren               | 1997–98            | Belgian First Division | 33      | 11        | —       | —         | —             | —             | —            | —            | 33        | 11        |           |
| Lokeren               | 1998–99            | Belgian First Division | 33      | 24        | 5       | 3         | —             | —             | —            | —            | 38        | 27        |           |
| Lokeren               | Tổng cộng          | Tổng cộng              | 97      | 43        | 5       | 3         | 0             | 0             | 0            | 0            | 102       | 46        | –         |
| Anderlecht            | 1999–2000          | Belgian First Division | 33      | 20        | 12      | 10        | —             | —             | 4            | 3            | 49        | 33        |           |
| Anderlecht            | 2000–01            | Belgian First Division | 32      | 22        | 5       | 2         | —             | —             | 16           | 7            | 53        | 31        |           |
| Anderlecht            | Tổng cộng          | Tổng cộng              | 65      | 42        | 17      | 12        | 0             | 0             | 20           | 10           | 102       | 64        | –         |
| Borussia Dortmund     | 2001–02            | Bundesliga             | 33      | 11        | 1       | 0         | 1             | 0             | 14           | 6            | 49        | 17        | [ 5 ]     |
| Borussia Dortmund     | 2002–03            | Bundesliga             | 34      | 13        | 1       | 1         | 1             | 0             | 12           | 8            | 48        | 22        | [ 5 ]     |
| Borussia Dortmund     | 2003–04            | Bundesliga             | 32      | 16        | 2       | 1         | 3             | 2             | 5            | 0            | 42        | 19        | [ 5 ]     |
| Borussia Dortmund     | 2004–05            | Bundesliga             | 30      | 15        | 3       | 1         | 0             | 0             | —            | —            | 33        | 16        | [ 5 ]     |
| Borussia Dortmund     | 2005–06            | Bundesliga             | 9       | 4         | 1       | 1         | 0             | 0             | 2            | 0            | 12        | 5         | [ 5 ]     |
| Borussia Dortmund     | Tổng cộng          | Tổng cộng              | 138     | 59        | 8       | 4         | 5             | 2             | 31           | 14           | 182       | 79        | –         |
| Monaco                | 2006–07            | Ligue 1                | 32      | 8         | 1       | 0         | 2             | 0             | —            | —            | 35        | 8         | [ 5 ]     |
| Monaco                | 2007–08            | Ligue 1                | 18      | 4         | 0       | 0         | 1             | 0             | —            | —            | 19        | 4         | [ 5 ]     |
| Monaco                | Tổng cộng          | Tổng cộng              | 50      | 12        | 1       | 0         | 3             | 0             | 0            | 0            | 54        | 12        | –         |
| Nürnberg              | 2007–08            | Bundesliga             | 14      | 2         | 0       | 0         | 0             | 0             | 2            | 0            | 16        | 2         | [ 5 ]     |
| Krylia Sovetov Samara | 2008               | Russian Premier League | 18      | 7         |         |           | —             | —             | —            | —            | 18        | 7         | [ 5 ]     |
| Krylia Sovetov Samara | 2009               | Russian Premier League | 28      | 9         |         |           | —             | —             | —            | —            | 28        | 9         | [ 5 ]     |
| Krylia Sovetov Samara | Tổng cộng          | Tổng cộng              | 46      | 16        |         |           | 0             | 0             | 0            | 0            | 46        | 16        | –         |
| Cannes                | 2009–10            | Championnat National   | 15      | 4         | 0       | 0         | —             | —             | —            | —            | 15        | 4         | [ 6 ]     |
| Cannes                | 2010–11            | Championnat National   | 29      | 16        | 3       | 0         | —             | —             | —            | —            | 32        | 16        | [ 6 ]     |
| Cannes                | Tổng cộng          | Tổng cộng              | 44      | 20        | 3       | 0         | 0             | 0             | 0            | 0            | 47        | 20        | –         |
| Tổng kết sự nghiệp    | Tổng kết sự nghiệp | Tổng kết sự nghiệp     | 483     | 199       | 34      | 19        | 8             | 2             | 62           | 25           | 587       | 245       | –         |

### Cấp đội tuyển
| Cộng hòa Séc |         |              |
| Năm          | Số trận | Số bàn thắng |
| 1999         | 10      | 9            |
| 2000         | 11      | 6            |
| 2001         | 7       | 0            |
| 2002         | 9       | 5            |
| 2003         | 9       | 7            |
| 2004         | 14      | 6            |
| 2005         | 6       | 7            |
| 2006         | 8       | 7            |
| 2007         | 9       | 4            |
| 2008         | 7       | 4            |
| 2009         | 1       | 0            |
| Total        | 91      | 55           |

## Danh hiệu
Sparta Prague
- Giải bóng đá vô địch quốc gia Séc: 1994–95
- Cúp bóng đá Séc: 1995–96

Anderlecht
- Giải bóng đá vô địch quốc gia Bỉ: 1999–2000, 2000–01
- Siêu cúp Bỉ: 2000, 2001

Borussia Dortmund
- Bundesliga: 2001–02

Cá nhân
- Vua phá lưới Giải bóng đá vô địch quốc gia Bỉ: 1998–99
- Cầu thủ bóng đá Séc của năm: 1999
- Chiếc giày vàng bóng đá Bỉ: 2000